# Henry Bromflete, 1. Baron Vescy
Henry Bromflete, 1. Baron Vescy (* um 1412 in Londesborough, Yorkshire; † 6. Januar 1469) war ein englischer Adliger.

## Leben
Henry Bromflete war der dritte Sohn von Sir Thomas Bromflete und Margaret, Tochter des Edward St. John. Er begann seine Karriere im Hundertjährigen Krieg unter Heinrich V. 1417 in Frankreich und erhielt um 1417/18 den Ritterschlag als Knight Bachelor.
Im Jahr 1432 war Sir Henry Teil einer diplomatischen Delegation, die in Frankreich mit König Karl VII. Verhandlungen über eine Waffenruhe führte.
Sir Henry hatte 1432/33 das Amt des Sheriff of Yorkshire inne und war ein Vertreter der englischen Delegation beim Konzil von Basel im Jahr 1434.
Heinrich VI. berief ihn durch Writ of Summons am 24. Januar 1449 ins Parlament und verlieh ihm dadurch den erblichen Titel Baron Vescy.
Während der Rosenkriege kämpfte Baron Vescy für das Haus Lancaster bei der Schlacht von Blore Heath und Anfang Juli 1460 bei der Verteidigung des Tower of London zusammen mit John Lovel, 8. Baron Lovel und anderen gegen die anrückenden Yorkisten unter Richard Neville, 16. Earl of Warwick und Richard Neville, 5. Earl of Salisbury.
Nach der Krönung Eduard IV. aus dem Haus York 1461 schien sich Baron Vescys frühere Loyalität zu Lancaster nicht negativ ausgewirkt zu haben, da er ins erste Parlament des neuen Königs berufen wurde.
Henry Bromflete, 1. Baron Vescy starb am 6. Januar 1469 und fand seine letzte Ruhestätte im Whitefriars Carmelite Monastry, London. Ein nicht unerheblicher Teil seines Besitzes wurde gemäß seinem letzten Willen verkauft und für wohltätige Zwecke verwendet.

## Ehen und Nachkommen
In erster Ehe heiratete er um 1416 Joan Holland (um 1380–1434), eine Tochter des Thomas Holland, 2. Earl of Kent. Für sie war es ihre vierte Ehe, sie war die Witwe des Edmund of Langley, 1. Duke of York, des William Willoughby, 5. Baron Willoughby de Eresby und des Henry Scrope, 3. Baron Scrope of Masham. Die Ehe mit ihr blieb kinderlos.
Nach Joans Tod heiratete er in zweiter Ehe Eleanor FitzHugh (um 1400–um 1438), Tochter des Henry FitzHugh, 3. Baron FitzHugh (1363–1425) und Witwe des Philip Darcy, 6. Baron Darcy de Knayth (1397–1418). Mit ihr hatte er eine Tochter:
- Margaret Bromflete (1436–1493) ⚭ 1) John Clifford, 9. Baron de Clifford; ⚭ 2) Sir Lancelot Threlked.